# Mercedes-Benz OM 608
| Mercedes-Benz        | Mercedes-Benz            |
| -------------------- | ------------------------ |
| Mercedes-Benz OM 608 |                          |
| OM 608               |                          |
| Hersteller:          | Renault                  |
| Produktionszeitraum: | seit 2018                |
| Bauform:             | Vierzylinder-Reihenmotor |
| Motoren:             | 1,5 Liter (1461 cm³)     |
| Vorgängermodell:     | Mercedes-Benz OM 607     |
| Nachfolgemodell:     | keines                   |
| Ähnliche Modelle:    | Renault K9K              |

Der Mercedes-Benz OM 608 ist ein Vierzylinder-Dieselmotor der Daimler AG und entstammt der strategischen Kooperation mit Renault-Nissan. Er ist der Nachfolger des OM 607 und wird in der A-Klasse (W 177) angeboten.
Der Grundmotor ist identisch mit dem Renault-Motor K9K.
Zu Mercedes-spezifischen Bauteilen gehören unter anderem die Start-Stopp-Funktion, die Nebenaggregate (Klimakompressor und Generator), ein spezielles Zweimassenschwungrad, ein geändertes Motorsteuergerät mit zusätzlichen Funktionen und die Abgasnachbehandlung.

## Technik

### Grundmotor
Der Hubraum des Vierzylinder-Reihenmotor beträgt 1461 cm³ mit einer Bohrung von 76 mm und einem Hub von 80,5 mm. Das Verdichtungsverhältnis beträgt 15,1:1. Das Kurbelgehäuse des Motors besteht aus Grauguss, der Zylinderkopf aus einer Aluminium-Legierung. Wie bereits beim Mercedes-Benz OM 622/OM 626, Mercedes-Benz OM 654 und Mercedes-Benz OM 656 kommen Stahlkolben zum Einsatz.
Im Vergleich zum Vorgänger wurde u. a. die Bauhöhe des Aluminium-Zylinderkopfs reduziert und das Saugrohr in die Zylinderkopfhaube integriert.
Die Steuerung des Ladungswechsels erfolgt über zwei Ventile pro Zylinder und eine obenliegende Nockenwelle (OHC-Ventilsteuerung).

### Aufladung und Abgas
Der Motor verfügt über einen Abgasturbolader mit variabler Turbinengeometrie, die Leitschaufeln werden über einen elektrischen Aktuator lastabhängig verstellt.
Zur Verringerung der Schadstoffemissionen ist der OM 608 mit Hochdruck- und Niederdruck-Abgasrückführung ausgestattet.
Die motornah angeordnete Abgasnachbehandlung erfolgt im Gegensatz zum Vorgänger OM 607 mit Hilfe eines SCR-Systems. Hinter der Turbine des Turboladers kommt zunächst ein Dieseloxidationskatalysator (DOC) zum Einsatz, anschließend wird die zur Reinigung der Stickoxide benötigte Harnstofflösung AdBlue zudosiert. Nach einer kurzen Mischstrecke schließen sich ein SCR-beschichteter Dieselpartikelfilter (sDPF) und ein SCR-Katalysator an. Der Motor ist nach Euro 6d-TEMP zertifiziert.

### Einspritzung
Die Common-Rail-Einspritzung arbeitet mit einem Kraftstoffdruck bis zu 2000 bar.

## Varianten

### OM 608 DE 15 SCR*
| Verkaufsbezeichnung                                                                            | Baureihe     | Bauzeitraum     |
| ---------------------------------------------------------------------------------------------- | ------------ | --------------- |
| Hubraum: 1461 cm³, Leistung: 70 kW (95 PS) bei 4000/min, Drehmoment: 240 Nm bei 1750–2500/min  |              |                 |
| A 160 d                                                                                        | W 177        | 05/2019–10/2020 |
| B 160 d                                                                                        | W 247        | 05/2019–10/2020 |
| Hubraum: 1461 cm³, Leistung: 85 kW (116 PS) bei 4000/min, Drehmoment: 260 Nm bei 1750–2750/min |              |                 |
| A 180 d                                                                                        | W 177        | 05/2018–10/2020 |
| B 180 d                                                                                        | W 247        | 12/2018–10/2020 |
| CLA 180 d                                                                                      | Baureihe 118 | 03/2019–10/2020 |

 * Die Motorbezeichnung ist wie folgt verschlüsselt:
OM = Ölmotor (Diesel), Baureihe = 3-stellig, DE = Direkteinspritzung, Hubraum = Deziliter (gerundet), SCR = Art der Abgasnachbehandlung